# Негенгаррі
Негенгаррі (нім. Negenharrie) — громада в Німеччині, розташована в землі Шлезвіг-Гольштейн. Входить до складу району Рендсбург-Екернферде. Складова частина об'єднання громад Бордесгольм.
Площа — 12,43 км2. Населення становить 371 ос. (станом на 31 грудня 2020).